# Hedysareae
Hedysareae ist eine Tribus in der Unterfamilie der Schmetterlingsblütler (Faboideae) innerhalb der Familie der Hülsenfrüchtler (Fabaceae). Ihre etwa 400 bis 460 Arten besitzen Verbreitungsgebiete auf der gesamten Nordhalbkugel.

## Beschreibung

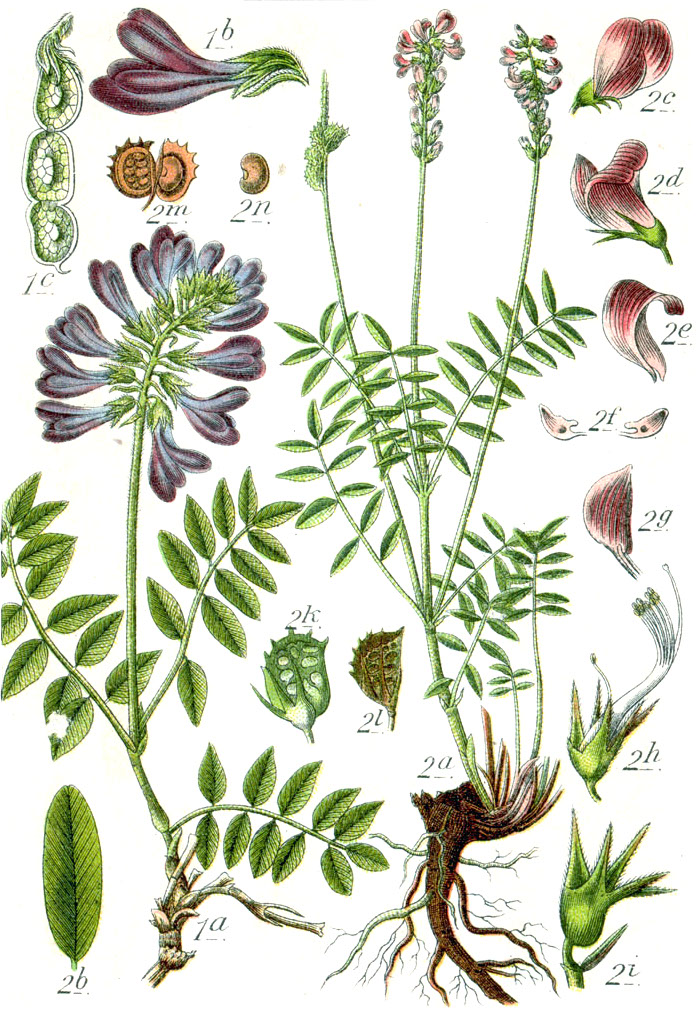
Illustration von 1 Hedysarum hedysaroides (links) und 2 Onobrychis viciifolia (rechts)

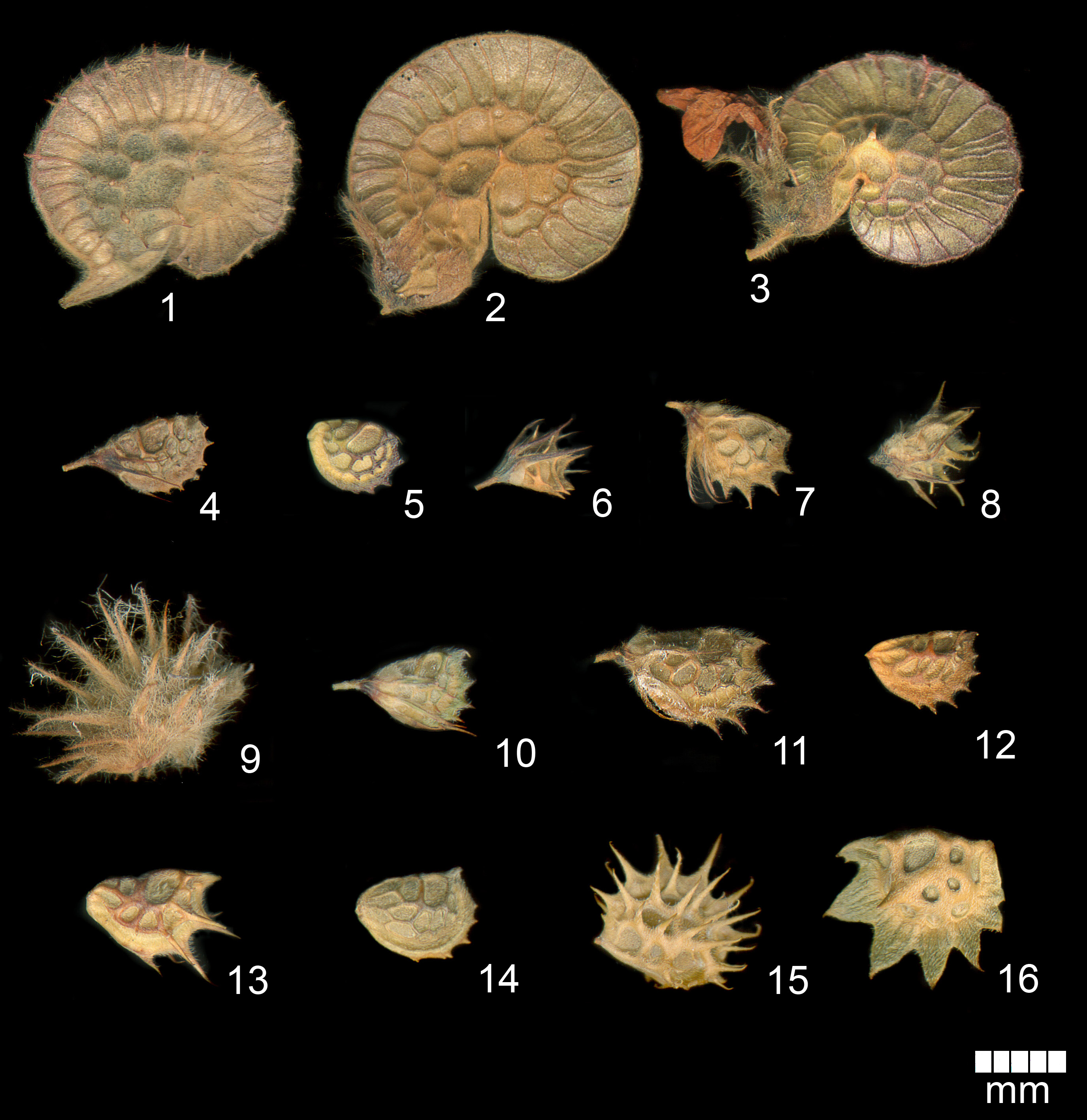
Hülsenfrüchte von Onobrychis-Arten

### Erscheinungsbild und Blätter
Es handelt sich um einjährige bis ausdauernde krautige Pflanzen, Halbsträucher, Sträucher oder selten kleine Bäume.
Die wechselständig angeordneten Laubblätter sind in Blattstiel und Blattspreite gegliedert. Die Blattspreite ist paarig oder unpaarig gefiedert. Bei manchen Arten ist die Blattrhachis stark verkürzt und die Laubblätter wirken handförmig geteilt. Die Fiederblättchen stehen sich an der Rhachis gegenständig gegenüber. Manchmal ist das Blatt bis auf ein Fiederblatt reduziert. Die Ränder der Fiederblätter sind glatt. Die Basis der beiden oft trockenhäutigen Nebenblätter ist meist mit dem Blattstiel und manchmal um den Stängel herum untereinander verwachsen; Nebenblätter der Fiederblättchen sind keine vorhanden.

### Blütenstände und Blüten
Es werden seitenständige traubige Blütenstände gebildet; sie können aber verkürzt sein und dann stehen die Blüten zu mehreren bündelig zusammen oder sie sind sogar bis auf eine einzelne Blüte reduziert. Die Trag- und Deckblätter sind klein.
Die zwittrigen Blüten sind zygomorph und fünfzählig mit doppelter Blütenhülle (Perianth). Die fünf Kelchblätter sind verwachsen. Die Blütenkrone hat den typischen Aufbau der Schmetterlingsblütler. Die fünf Kronblätter wirken trocken oder sind fallen früh ab. Die Fahnen sind schmal bis kurz genagelt. Die Flügel sind manchmal stark reduziert. Das Schiffchen besitzt eine mehr oder weniger gestutzte Vorderkante. Die Staubfäden der neun oder aller zehn Staubblätter sind untereinander verwachsen. Die Staubbeutel sind alle gleich. Das einzige oberständige Fruchtblatt enthält ein bis einige Samenanlagen.

### Früchte und Samen
Die meist gegliederten, halsbandförmigen oder abgeflachten, selten ungegliederten Hülsenfrüchte besitzen oft Borsten oder Stacheln und bleiben bei Reife geschlossen; manchmal ist nur eine Fruchtkammer vorhanden. Die mehr oder weniger nierenförmigen Samen besitzen ein kleines Hilum.

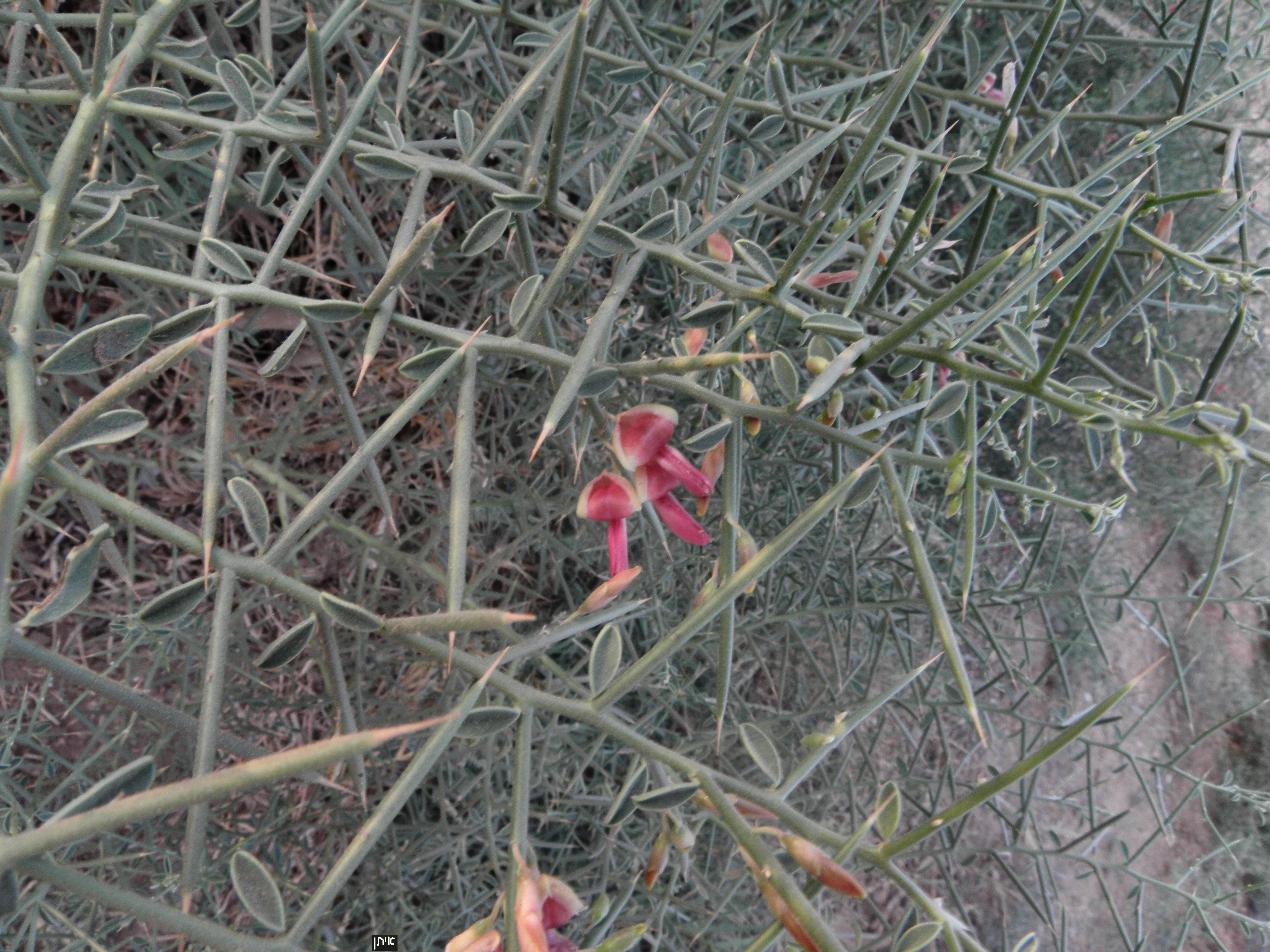
Alhagi maurorum

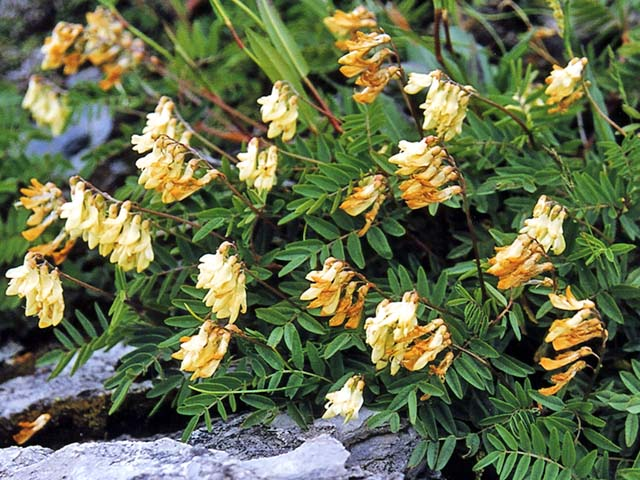
Laubblätter und Blütenstände von Hedysarum vicioides

## Systematik und Verbreitung
Die Tribus Hedysareae wurde 1825 durch Augustin-Pyrame de Candolle in Prodromus systematis naturalis regni vegetabilis, 2, S. 307 aufgestellt.
Die Tribus Hedysareae gehört zur Unterfamilie Faboideae innerhalb der Familie der Fabaceae. Innerhalb der Unterfamilie Faboideae wird der Umfang der Tribus und der Gattungen kontrovers diskutiert. Einige Gattungen waren früher in der Tribus Galegeae. Beispielsweise gehören einige Gattungen nicht mehr in die Tribus Hedysareae, sondern in die Tribus Caraganeae.
Das Verbreitungsgebiet reicht auf der Nordhalbkugel vom nördlich und nordöstlichen Afrika bis Eurasien sowie Nordamerika. Mit etwa acht Gattungen und etwa 121 Arten ist China ein Zentrum der Artenvielfalt, 52 Arten davon kommen nur dort vor.
Die Tribus Hedysareae enthält 2015 etwa neun Gattungen mit 300 bis 360 Arten:
- Alhagi Gagnebin:[1] Die drei bis fünf Arten sind vom Mittelmeerraum über Zentralasien bis in die Mongolei, China und Nepal verbreitet.
- Corethrodendron Fisch. & Basiner[1] (manchmal in Hedysarum): Die etwa fünf Arten sind in China, Kasachstan, Russland und der Mongolei verbreitet.
- Ebenus L.:[1] Die etwa 20 Arten haben ein Zentrum der Artenvielfalt in der Türkei. Darunter:
  - Kretischer Ebenholzstrauch (Ebenus cretica L.).
- Eversmannia Bunge:[1] Die etwa vier Arten sind in Zentralasien, Osteuropa und Russland verbreitet.
- Greuteria Amirahm. & Kaz.Osaloo:[1] Die etwa zwei Arten kommen nur im nordwestlichen Afrika vor.[1]
- Süßklee (Hedysarum L., Syn.: Stracheya Benth.): Die etwa 160 Arten sind vom nördlichen Afrika über Europa und Asien bis Nordamerika verbreitet.[1]
- Esparsetten (Onobrychis Mill.):[1] Die etwa 130 Arten von gemäßigten bis subtropischen Gebieten vom nördlichen bis nordöstlichen Afrikar über Kleinasien und Zentralasien bis Europa verbreitet.[3][5]
- Sartoria Boiss. & Heldr. (manchmal in Hedysarum): Es gibt nur eine Art:
  - Sartoria hedysaroides Boiss. & Heldr.: Sie kommt nur im asiatischen Teil der Türkei vor.
- Sulla Medik.: Die etwa acht Arten sind im Mittelmeerraum verbreitet.[1]
- Taverniera DC.:[1] Die etwa sieben Arten sind in Afrika und mittleren bis östlichen Indischen Subkontinent verbreitet. Darunter:
  - Taverniera sericophylla Balf.f.: Dieser Endemit kommt nur auf Sokotra vor und wird in der Roten Liste der IUCN als „Vulnerable“ geführt.[6]

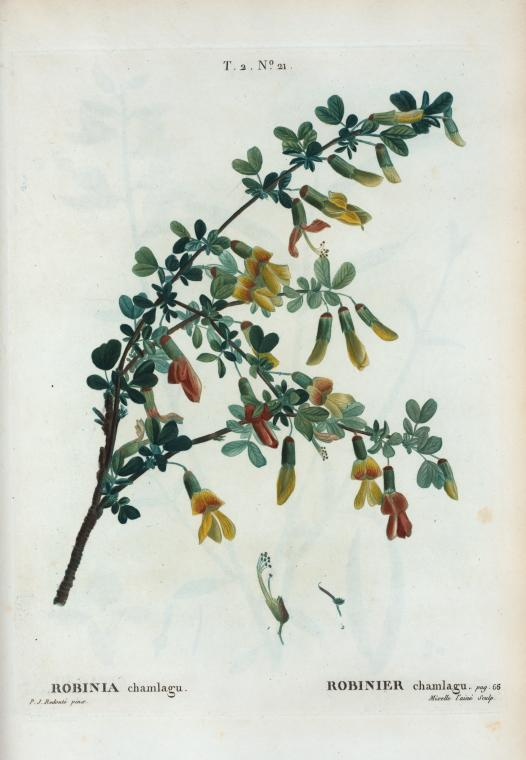
Illustration von Caragana sinica von Pierre-Joseph Redouté

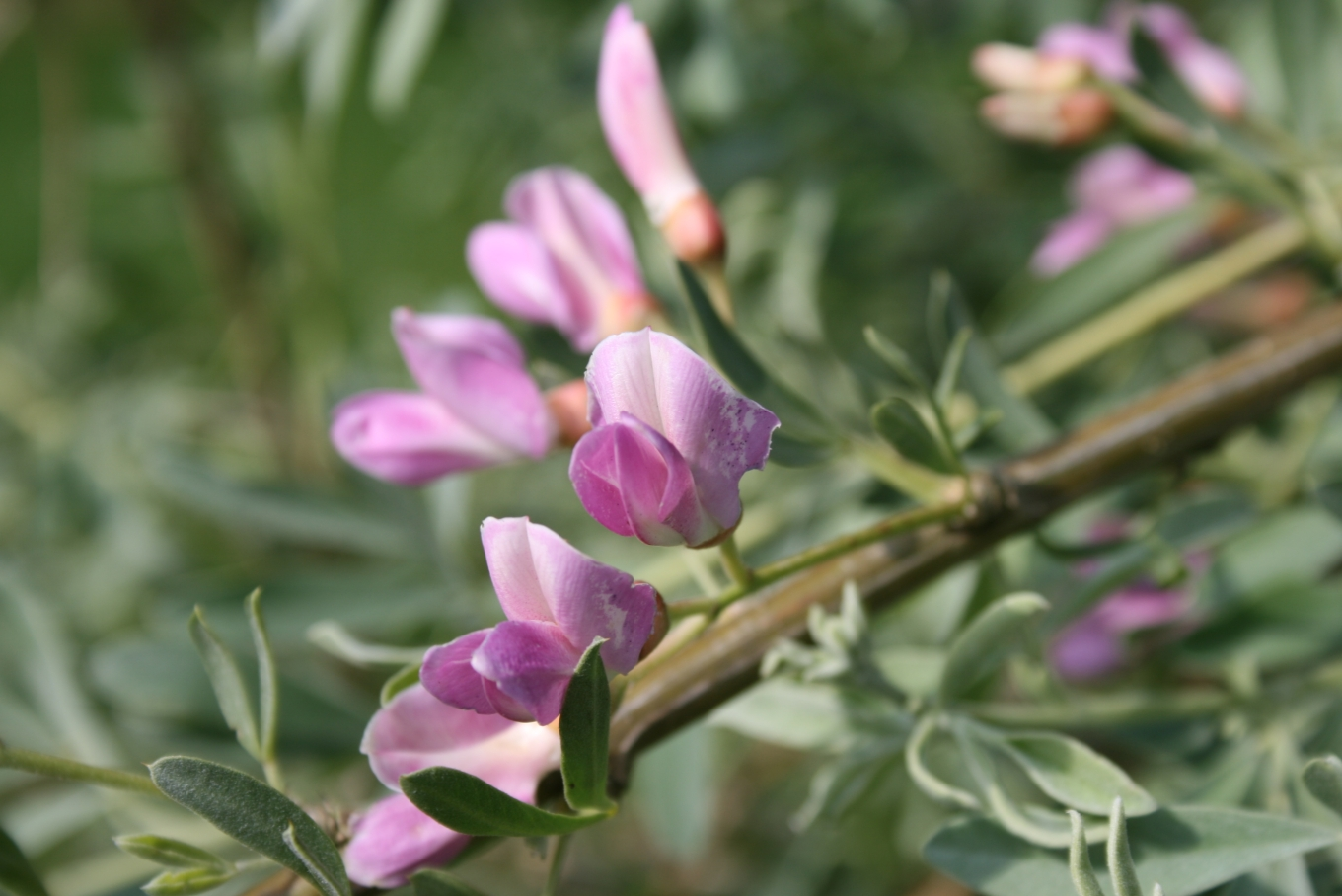
Blüten von Halimodendron halodendron

Nicht mehr in die Tribus Hedysareae gehören:
- Die Gattung Erbsensträucher (Caragana Fabr.) mit etwa 100 Arten, die vom gemäßigten Asien bis nach Osteuropa verbreitet sind, wurden in eine neue Tribus Caraganeae verschoben; es ist die einzige Gattung der Subtribus Caraganinae.[7][2][8]
- Die Calophaca Fisch. ex DC. mit etwa elf Arten in Zentralasien, China und Russland gehört zur Tribus Caraganeae.
- Halimodendron Fisch. ex DC. mit der einzigen Art Halimodendron halodendron (Pall.) Voss, die in China, Russland und der Mongolei verbreitet ist gehört zur Tribus Caraganeae.